# Verbandregel
Die Verbandregel im Fahrverkehr ist im § 27 StVO definiert und besagt, dass Radfahrergruppen mit mehr als 15 Teilnehmern im Straßenverkehr einen sogenannten Verband bilden dürfen. Benutzungspflichtige Radwege sind für diese Gruppe ohne Bedeutung.

## Zweck
Der Gesetzgeber will mit dieser Maßnahme erreichen, dass die „übermäßige Straßennutzung“ durch Radfahrer auf ein Minimum reduziert wird und gleichzeitig der PKW-Verkehr nicht unnötig belastet ist. Auf der anderen Seite will er verhindern, dass ein Verband (hier: Radfahrer) getrennt wird. Da § 27 Abs. 1 Satz 1 StVO ausdrücklich Verbandsfahrten nicht von den übrigen Verkehrs-Vorschriften befreit, gelten auch u. a. § 2 Abs. 4 StVO in Verbindung mit § 1 Abs. 1 u. 2 StVO. Damit ergibt sich, dass selbst radfahrende Verbände nur max. 2 Radfahrende nebeneinander auf der Fahrbahn (Summe aller Fahrspuren) fahren dürfen und dies nur, wenn nach § 2 Abs. 4 StVO der Verkehr nicht behindert wird. Dieses Behinderungsverbot ergibt sich auch aus § 1 Abs. 1 u. 2 StVO. Allerdings ist das Fahren im geschlossenen Verband nur dort gestattet, wo der übrige Verkehr nicht behindert wird. Nötigenfalls muss der Verband in einer Reihe fahren.

## Hintergrund
Rechtlich gesehen gilt jeder Verband als ein Fahrzeug, vergleichbar Lastkraftwagen mit Anhänger.
Wenn das erste Fahrrad an einer Lichtzeichenanlage bei Grün passiert hat, darf der Rest der Fahrzeuggruppe ebenfalls durchfahren, selbst wenn die Ampel schon längst auf Rot gewechselt hat. Fährt das erste Fahrrad unter Beachtung der Vorfahrtsregeln in eine Kreuzung ein, dann dürfen ihm alle Radfahrer folgen, auch wenn auf der Vorfahrtsstraße bzw. von rechts andere Fahrzeuge erscheinen.
Dies wird auch Sechzehnerregel genannt, da sie erst bei mehr als fünfzehn Radfahrern gilt.
Der Verband sollte klar erkennbar sein. Die Erkennbarkeit kann beispielsweise dadurch gesteigert werden, dass die ersten und letzten Fahrer klar erkennbar sind (Warnweste).
Verbände werden gelegentlich von Begleitfahrzeugen eskortiert.
Ist dies der Fall, übernehmen die Begleitfahrzeuge die Verkehrssteuerung. Zusätzlich können ggf. Motorräder die seitliche Zugsicherung übernehmen.